# Ay, qué noche tan preciosa
«Ay, qué noche tan preciosa» también conocida por su nombre original «Cumpleaños Felíz» es una canción de cumpleaños cantada tradicionalmente durante las fiestas de cumpleaños en Venezuela cuyo autor fue el músico y cantautor venezolano Luis Alejandro Cruz Cordero popularizada por Emilio Arvelo cantautor venezolano cuya versión y estilo de voz consolidó la canción en toda Venezuela . 
Una de las canciones venezolanas más cantadas ya que todos los días cumple años venezolanos, por tanto, es entonada en todos los hogares del país. Más que una simple canción es un himno tradicional, que todo venezolano conoce hoy en día y que forma parte de la identidad nacional; es asimilada fácilmente por niños, jóvenes y adultos. La canción es acompañada frecuente e indiferentemente bien antes del comienzo, o bien a continuación tras su final con la ya conocida internacionalmente canción estadounidense Cumpleaños feliz, a manera de preámbulo al principio, o como una coda al final.

## Autor
El autor de la canción fue Luis Alejandro Cruz Cordero, nacido en 1929, guitarrista y creador del Cuarteto Los Naipes, conjunto venezolano de música romántica, activo en la década de 1960. Cruz fue compositor de una gran cantidad de piezas musicales como lo son Ingenua (Dumbi Dumbi), Como poder Olvidarte, Cartagenera, La Luna y el Toro, El Arreo y de un gran listado de canciones que superan las mil composiciones de las cuales más de 400 han sido grabadas y con constancia de ello en la Sociedad de Autores y Compositores de Venezuela SACVEN. Luis Cruz, compositor de la que pudiera ser la letra más famosa de Venezuela “el cumpleaños feliz” falleció a los 82 años en Barquisimeto el 21 de abril del 2012. El arreglista musical de esta canción fue el Saxofonista José Velásquez Ravelo, quien junto a otros músicos creó la Sociedad de Autores y Compositores de Venezuela (SACVEN).

## Cantante
Emilio Teodoro Giannotti Arvelo, conocido como Emilio Arvelo, nació en Caracas el 9 de noviembre del año 1935. Se inició como cantante aficionado en 1960 en un programa de TV llamado La puerta de la fama, transmitido por la antigua Televisa, hoy Venevisión. 
Posteriormente pasa a Radiodifusora Venezuela, en el programa Brindis a Venezuela, que dirigía Juvenal Sarmiento, en el que interpretaba música llanera, acompañado del conjunto 'Mar y llano' de los hermanos Blanco.
Posteriormente firmó un contrato con la empresa "El Disco de Moda", propietaria del sello "Discomoda", del empresario César Roldán. Allí graba su primer LP de música criolla, acompañado de los hermanos Chirinos y luego a los tres meses, cambia al estilo de baladas, en el que se destaca con un tema llamado "Soledad sin ti", del fallecido músico y compositor Carlos Guerra, exdirector de la Orquesta Sonorámica que grababa también con "El Disco de Moda".
Después trabaja en RCTV en el programa sabatino Yo invito con Alfredo "El Pavo" Ledezma, así como con el cantautor Chelique Sarabia y en el famoso espacio del presentador Víctor Saume, El show de las doce.
Luego firmó contrato con la televisora Venevisión actuando en los programas musicales "Diluvio de estrellas", "El show del pueblo" y en "De fiesta con Venevisión". Una vez que Emilio Arvelo se dedica a seguir la línea de las baladas, graba el tema del cantante y arreglista argentino Palito Ortega, "Vestida de novia", que lo llevó directamente a ser conocido en los mercados internacionales. No obstante, su gran éxito fue "Cumpleaños feliz", conocido informalmente como "Ay, qué noche tan preciosa", del compositor Luis Alejandro Cruz Cordero integrante y fundador del cuarteto "Los Naipes" y que grabó el cantante en 1964 para "El Disco de Moda".
Una vez conseguido el éxito que comenzó a rodar a partir del 1964, este se extendió hasta otros países, Colombia, México, Perú, Panamá y Puerto Rico. Varios años después, se retiró de la profesión de cantante. Falleció, víctima de la enfermedad COVID-19, el 15 de marzo de 2021, en la ciudad de Los Teques, Venezuela.

## Versiones
Otra versión es la cantada por el cantante Emilio Arvelo cuyo tono de voz consolidó la canción para siempre en la cultura venezolana.
Es frecuente que se cante una versión alternativa, donde la letra permanece inalterada, pero se le agregan unos entre-versos extras, de carácter más jocoso, la cual se usa en celebraciones infantiles o juveniles, donde el trato entre conocidos del "cumpleañero" es menos formal. La música y letra es cantada por todos de forma tradicional, mientras dichos entre-versos son coreados por algunos invitados. Siendo una versión libre, algunos versos pueden ser omitidos o variados.

## Letra
Cumpleaños feliz
Te deseamos a ti
Cumpleaños
Cumpleaños feliz

Ay, qué noche tan preciosa
Esta noche de tu día
Todo lleno de alegría
En esta fecha natal

Tus más íntimos amigos
Esta noche te acompañan
Te saludan y desean
Un mundo de felicidad

Yo por mi parte deseo
Lleno de luz ese día
Todo lleno de alegría
En esta fecha natal

Y que esta luna plateada
Brinde su luz para ti, para ti
Y ruego a Dios porque pases
Un cumpleaños feliz

Yo por mi parte deseo
Lleno de luz ese día
Todo pleno de alegría
En esta fecha natal

Y que esta luna plateada
Brinde su luz para ti
Y ruego a Dios porque pases
Un cumpleaños feliz

Cumpleaños feliz
Te deseamos a ti
Cumpleaños
Cumpleaños feliz